# Verfassung der Republik Finnland
Die Verfassung der Republik Finnland (finnisch perustuslaki ‚Grundgesetz‘) bildet die rechtliche und politische Grundordnung der Republik Finnland. Sie trat am 1. März 2000 in Kraft.

## Inhalt
Die neue Verfassung löste insgesamt vier Gesetze mit Verfassungsrang ab, darunter die Finnische Verfassung von 1919. Sie beinhaltet eine erhebliche Verschiebung der Machtbefugnisse vom Präsidenten der Republik zu Parlament und Regierung. Die Befugnisse des Präsidenten wurden deutlich eingeschränkt. Ihm verbleiben jedoch wichtige Aufgaben wie der Oberbefehl über die Streitkräfte und eine Mitwirkung an der Außenpolitik.
Die Regierung des Landes, der Staatsrat (valtioneuvosto), ist seit der Verfassungsreform direkt dem Parlament verantwortlich. Der Regierungschef wird von einer Mehrheit im Parlament gewählt, die Minister auf seinen Vorschlag hin vom Präsidenten ernannt.

### Gliederung
Die Verfassung ist gegliedert in:
1. Grundlegende Bestimmungen
2. Grundrechte und Freiheiten
3. Parlament und Abgeordnete
4. Organisation der Parlamentsarbeit
5. Präsident und Regierung
6. Gesetzgebung
7. Staatshaushalt
8. Außenbeziehungen
9. Rechtsprechung
10. Kontrolle der Gesetzmäßigkeit
11. Staatliche Administration und lokale Selbstverwaltung
12. Finnische Streitkräfte
13. Schlussbestimmungen

## Geschichte
Seit den 1970er Jahren war die finnische Verfassung von 1919 einem zunehmenden Modernisierungsdruck ausgesetzt. Durch zahlreiche Eingriffe wurden einzelne Bestandteile den neuen Erfordernissen angepasst. Die bedeutendste Reform erweiterte 1995 den Katalog an Grundrechten. Schließlich setzte sich die Auffassung durch, dass die vier bestehenden Gesetze mit Verfassungsrang in einer einzigen Verfassung zusammengeführt werden sollten. Das Parlament forderte die Regierung 1990 zur Vorbereitung eines neuen Grundgesetzes auf. Im Folgejahr schloss sich die Verfassungskommission diesem Standpunkt an. 1992 forderte das Parlament insbesondere, den Präsidenten stärker an das Parlament zu binden. Die Regierung legte 1998 einen Verfassungsentwurf vor, der in modifizierter Form am 1. Juni 1999 verabschiedet wurde.